# 오모어파
오모어파는 에티오피아 남서부에 주로 분포한 언어들로 이루어진 언어군으로, 아프리카아시아어족의 하위 어파를 이룬다. 화자들은 에티오피아의 오모강 유역이나 수단의 청나일주에 분포한다. 화자수는 합쳐셔 대략 790만 명이다.
형태론적으로, 오모어파의 언어들은 대개 교착와 굴절의 복합적 특징을 보인다. 충분한 연구가 이루어진 오모어파 언어는 모두 성조 언어로 밝혀져 있는데, 대부분 고·저의 2가지 구분만 있다.

## 분류

### 리오넬 벤더(2000)의 분류
다음은 리오넬 벤더 (2000)를 따른 분류이다. Ethnologue의 분류와 주요한 차이점은, 하위 언어들의 소속관계가 크게 다르다는 점과, 리오넬 벤더의 분류의 경우 오메토어 등이 지역이나 위치에 따라 나누어지지 않았다는 점이다.
- 남오모어군 (아리어군) : 디메어, 반나어, 아리어, 카로어, 하메르어
- 북오모어군 (비아리어군)
  - 디지어 : 나이어 (나오어), 디지어, 도르샤어, 셰코어 (샤코어)
  - 마오어 : 간자어, 밤바시어 (밤베시어), 세조어, 호조어
  - 공가기모얀어
    - 공가카파어 : 보로어, 셰카초어 (모차어), 안필로어, 카파어
    - 기모얀어
      - 옘야니에로어 : 옘사어 (야니에로어), 푸가어
      - 오메토기미라어
        - 기미라어 : 벤치어, 셰어, 메르어
        - 차라어
        - 오메토어 : 가니울레어, 가모어, 고파어, 기디치호어, 도로어, 도르제어, 말레어, 멜로어, 바스케토어, 오이타어 (오이다어), 웰라이타어 (오메토어), 자이세어, 제르굴라어, 카차마어, 코레테어 (코이라어)

### Ethnologue의 분류
Ethnologue의 분류는 리오넬 벤더의 분류와 큰 차이는 없으나, 주요 언어들의 위계관계가 바뀌어 있고, 몇몇 언어들을 구체적인 언어로 인정하지 않아 등재하지 않은 언어가 있다든지, 또는 큰 차이가 없다고 보는 몇몇 언어들을 하나로 묶어 취급한 점 등이다.
- 북오모어군
  - 디지어 : 나이어, 디지어, 셰코어
  - 공가기모얀어
    - 기모얀어
      - 야니에로어 : 옘사어
      - 오메토기미라어
        - 차라어
        - 기미라어 : 벤치어
        - 오메토어
          - 중부오메토어 : 도르제어, 가모고파도로어, 멜로어, 오이다어, 월라이타어
          - 동오메토어 : 카차마가니울레어, 코레테어, 자이세제르굴라어
          - 서오메토어 : 바스케토어
          - 말레어

    - 공가카파어
      - 중부공가카파어 : 안필로어
      - 북공가카파어 : 보로어
      - 남공가카파어 : 카파어
      - 셰카초어

  - 마오어
    - 동마오어 : 밤바시어
    - 서마오어 : 간자어, 호조어, 세조어
- 남오모어군 : 아리어, 하메르어, 반나어, 디메어, 카로어

Ethnologue의 분류에는 도르샤어, 푸가어, 셰어, 메르어가 누락되어 있으며, 가모어, 고파어, 도로어가 '가모고파도로어'로, 카차마어, 가니울레어가 '카차마가니울레어', 자이세어, 제르굴라어가 '자이세제르굴라어'로 엮여 있다.